# Ogi (Saga)
Pour les articles homonymes, voir Ogi.
Ogi (小城市, Ogi-shi) est une ville située dans la préfecture de Saga, à Kyūshū au Japon.

## Géographie

### Situation
Ogi est située dans le centre de la préfecture de Saga, dans le nord-ouest de l'île de Kyūshū.

### Démographie
En mai 2022, la population d'Ogi s'élevait à 44 513 habitants, répartis sur une superficie de 95,81 km2.

### Hydrographie
La ville est bordée au sud par la mer d'Ariake.

## Histoire
Le bourg moderne d'Ogi a été créé en 1889. Il a acquis le statut de ville le 3 mars 2005 après avoir fusionné avec les anciens bourgs d'Ashikari, Mikatsuki et Ushizu.

## Transports
Ogi est desservie par les lignes Nagasaki et Karatsu de la JR Kyushu.